# Христо Ботев (буксир-тральщик, 1944—1945)
Буксир-тральщик «Христо Ботев» (болг. миночистачен кораб-влекач «Христо Ботев») — один из тральщиков военно-морского флота Болгарии во время второй мировой войны и после её окончания.

## История
Буксир был построен в 1944 году на предприятии в городе Галац (королевство Румыния) для немецкого военно-морского флота, а в начале сентября 1944 года, при отступлении немцев был брошен в полузатопленном состоянии в районе порта Русе. Осмотревший судно болгарский мичман ІІ ранга Константин Стрелухов установил, что буксир может быть быстро восстановлен, после чего судно было поднято и начались ремонтные работы, в ходе которых было обнаружено, что в дизельный двигатель судна засыпали песок.
После присоединения Болгарии к Антигитлеровской коалиции в сентябре 1944 года, трофейный буксир был официально включён в состав военно-морского флота под названием «Христо Ботев» и переоборудован в катер-тральщик. Он стал одним из самых современных, мощных и надёжных кораблей в составе болгарского флота.
С 19 ноября 1944 года «Христо Ботев» принимал активное участие в разминировании русла реки Дунай. В это время на судне находился болгарский экипаж, которым командовал мичман І ранга Начо Овчаров.
С начала 1945 года «Христо Ботев» действовал в составе болгарского минно-трального полудивизиона при минно-тральной бригаде советской Дунайской военной флотилии, в который вместе с ним также входили три других болгарских судна (буксир-тральщик «Искър», буксир-тральщик «Кирил Попов» и моторный катер «моторен катер № 2»).
Экипаж тральщика неоднократно отличился. Так, мичман І ранга Никола Давидов при помощи двух других членов экипажа успешно обезвредил ранее неизвестный тип английской электромагнитной мины. А зимой 1944—1945 года при сопровождении пассажирского парома Белград — Панчево тральщик обнаружил и обезвредил две мины, находившиеся на пути движения парома (эти действия экипажа были отмечены — капитан тральщика мичман ІІ ранга Нино Овчаров и механик судна, офицерский кандидат Станьо Петрунов были награждены орденами Красной Звезды, а остальные члены экипажа — медалями Ушакова).
Позднее, в марте 1945 года, при тралении русла реки в районе Белграда на борт тральщика «Христо Ботев» для обучения были направлены два югославских и один советский матрос. А в дальнейшем, «Христо Ботев» стал единственным болгарским тральщиком, проводившим разминирование Дуная севернее Вены — за пределами болгарской зоны ответственности.
5 июня 1945 года «Христо Ботев» (единственный из всех кораблей и катеров болгарского флота) участвовал в параде Победы в Вене — как самый результативный экипаж военно-морских сил страны (в общей сложности, за период с 19 ноября 1944 года до 3 июля 1945 года корабль прошёл по Дунаю 12 088 км, от которых 11 256 км выполнял боевое траление, за это время он провёл 132 конвоя и самостоятельно уничтожил подрывом восемь неконтактных морских мин).
9 августа 1948 года участие болгарских кораблей в траление Дуная было завершено, и в 1949 году «Христо Ботев» был передислоцирован в порт Варна.
В 1955 году он был зачислен в дивизион вспомогательных кораблей.
По состоянию на начало 2013 года, «Христо Ботев» по-прежнему использовался в качестве базового буксира (при этом, он уже долгое время являлся старейшим из всех кораблей и катеров болгарского флота).

## Описание
Корабль представляет собой 68-тонный буксир с металлическим корпусом и дизельным двигателем (в 1944—1948 гг. он был оснащён электромагнитным и акустическим тралом).
Скорость движения составляет 7 км/ч против течения реки Дунай и до 14 км/ч — по течению реки Дунай.

## Память
- модель буксира-тральщика «Христо Ботев» (в том виде, как он выглядел 5 июня 1945 года) является экспонатом военно-морского музея в городе Варна[1]
- в 2004 году почтовое ведомство Болгарии выпустило почтовую марку «125 години Военноморски сили» с изображением судна[1].